# Cërnillë
Cërnillë (albanska: Cërnillë, serbiska: Crnilo är en by i Kosovo. Den ligger i kommunen Ferizaj. Enligt den senaste folkräkningen år 2011 fanns det 957 invånare i byn.

## Demografi
| Demografi | 2011 |
| --------- | ---- |
| albaner   | 957  |